# 阿贊科利湖
56°02′46″N 72°40′24″E / 56.0461°N 72.6733°E

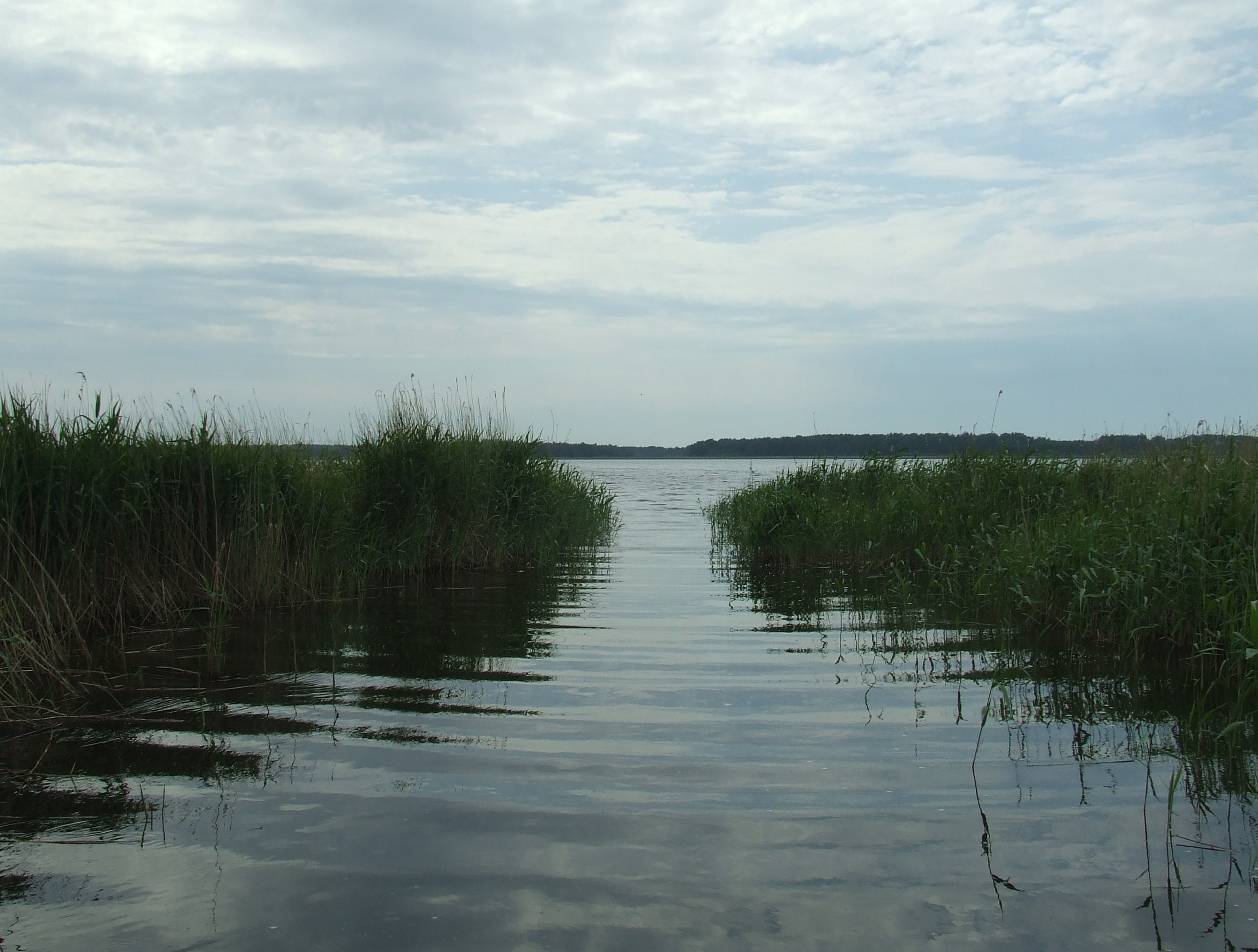

阿贊科利湖（俄语：Азанколь），是俄羅斯的湖泊，位於該國西南部，由鄂木斯克州負責管轄，處於秋卡林斯克區，長2.15公里、寬1.37公里，面積1.5平方公里，海拔高度107米，平均水深1.7米，最大水深3米。